# ستيف جونز (لاعب كرة سلة)
ستيف جونز (بالإنجليزية: Steve "Snapper" Jones)‏ (و. 1942 – 2017 م) هو لاعب كرة سلة أمريكي، ولد في الإسكندرية، بدأ مشواره المهني سنة 1967، مركز لعبه هو مدافع مسدد الهدف، توفي في هيوستن، عن عمر يناهز 75 عاماً.

## التعليم
تعلم في Franklin High School (Portland, Oregon) ‏
.

## روابط خارجية
- ستيف جونز على موقع إن بي أي (الإنجليزية)
- ستيف جونز على موقع سبورتس رفرنس (الإنجليزية)
- ستيف جونز على موقع كلية كرة السلة في سبورتس رفرنس.كوم (الإنجليزية)
- ستيف جونز على موقع ريلجم (الإنجليزية)
- ستيف جونز على موقع بروبوليرز (الإنجليزية)